# Kinywantama
Kinywantama är ett periodiskt vattendrag i Burundi.   Det ligger i provinsen Ngozi, i den norra delen av landet, 90 kilometer nordost om huvudstaden Bujumbura.
Omgivningarna runt Kinywantama är en mosaik av jordbruksmark och naturlig växtlighet. Runt Kinywantama är det tätbefolkat, med 459 invånare per kvadratkilometer.